# Schiste de Mancos

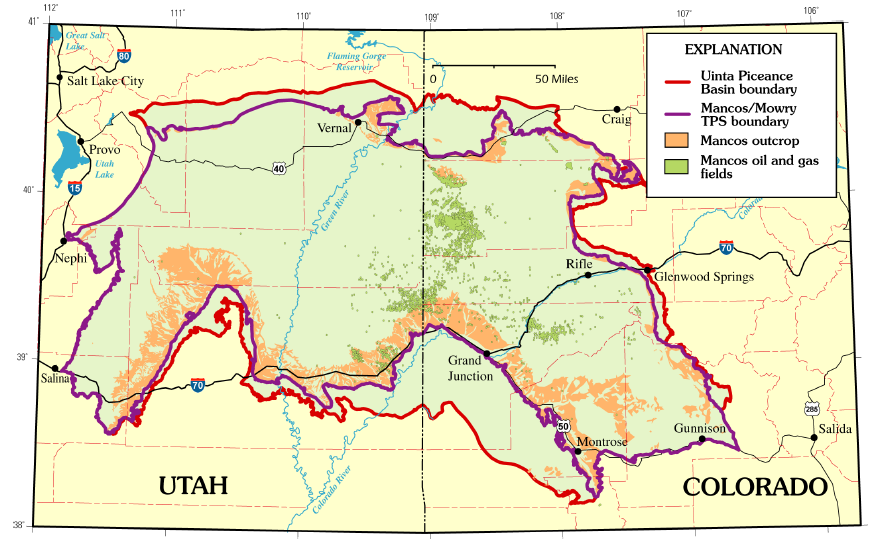
Champs de pétrole et de gaz des Shale de Mancos et Shale de Mowry dans le Bassin de Uinta et le Bassin de Piceance.

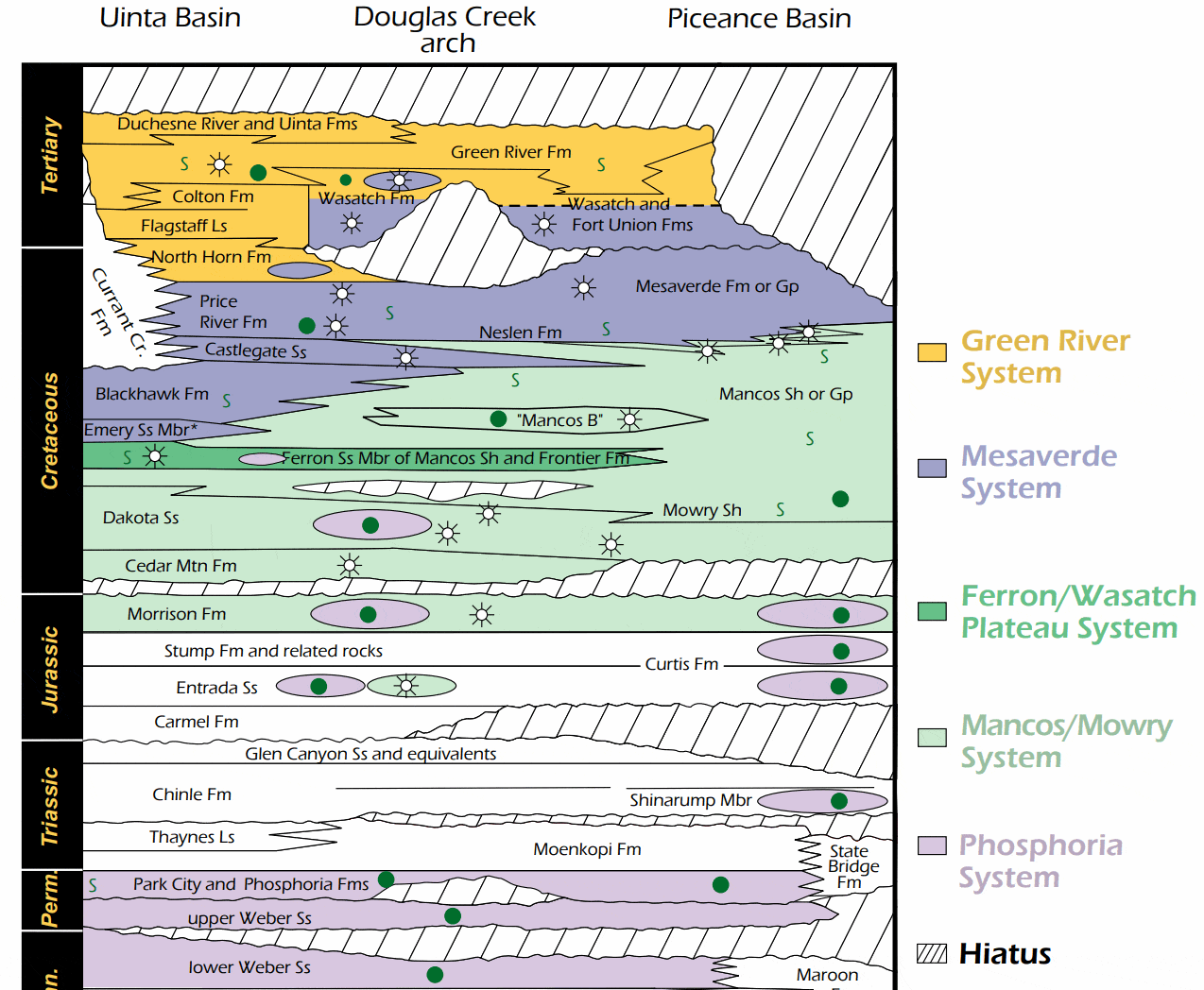
Colonne stratigraphique montrant la relation entre les shales de Mancos et de Mowry

Le Schiste de Mancos ou shale de Mancos ou groupe de Mancos (en anglais : Mancos Shale) est une formation géologique du Crétacé supérieur de l'Ouest américain.
Le shale de Mancos a été décrit pour la première fois par Cross et Purington en 1899 et a été nommé pour son exposition près de la ville de Mancos, Colorado.

## Géologie
Il est dominé par les mudrocks qui se sont accumulées dans les environnements extracôtiers et marins de la mer intérieure nord-américaine du Crétacé. Le Mancos a été déposé au cours du Cénomanien (localement Albien) à travers les âges Campaniens, approximativement de 95 Ma à 80 Ma.
Stratigraphiquement, le shale de Mancos remplit l'intervalle entre le groupe de Dakota et le groupe de Formation Mesaverde (en).
Le schiste de Mancos repose de manière conforme sur le Dakota et, dans sa partie supérieure, s'intègre et s'entrelace avec le groupe Mesaverde. Les langues de schiste ont généralement des contacts basaux nets et des contacts supérieurs graduels.
La classification correspond globalement à la classification Groupe Colorado (en) de la région des Grandes Plaines; à ce titre, différentes unités du groupe Colorado sont reconnues comme faisant partie du Mancos.

## Occurrences
Le Mancos se trouve dans la Province géologique de Basin and Range, la province du plateau du Colorado et la province des monts San Juan.

### Bassins structuraux
Il se produit également dans les bassins structuraux suivants:
| - Bassin noir Mesa - Bassin de l'Estancia (en) - Bassin de la rivière Green | - Bassin d'Orogrande - Bassin Paradox (en) - Bassin de Piceance (en) | - Bassin de San Juan - Bassin Uinta (en) |

### Sous-unités
Les Mancos se présentent avec les noms de sous-unités suivants (classés par ordre alphabétique): (gras :section de référence principale à l'emplacement du type) .
| - Anchor Mine Tongue (CO, UT), - Aspen Member (UT, WY), - Black Butte Tongue (WY), - Blue Gate Member (UT), - Fairport Member (CO) - Blue Hill Member (CO, NM), - Buck Tongue (CO, UT), - Bull Point Sandstone Member (UT), - Carlile Member (NM), - Clay Mesa Tongue (NM), - Cortez Member (CO) - Cooper Arroyo Sandstone Member (NM), - D-Cross Tongue (NM), - Devils Grave Sandstone [Member] (CO), - El Vado Sandstone Member (NM), - Emery Sandstone Member (UT), - Fairport Member (CO) | - Ferron Sandstone Member (CO, UT), - Fort Hays Limestone Member (CO), - Frontier Formation (CO, UT), - Garley Canyon Sandstone Member (UT), - Graneros Member (CO, NM), - Greenhorn Member (NM), - Hartland Shale Beds (NM), - Hopi Sandy Member (AZ), - Horsehead Tongue (NM), - Hunt Creek Sandstone [Member] (CO), - Juana Lopez Member (CO, NM), - Loyd Sandstone Member (CO), - Masuk Member (UT) or Masuk Tongue (UT), - Meeker Sandstone Member (CO), - Montezuma Valley Member [Carlile] (CO) - Morapos Sandstone Member (CO), | - Mowry Member (UT) or Mowry Shale (CO, UT), - Mulatto Tongue (NM), - Muley Canyon Sandstone Member (UT), - Niobrara Member (CO, NM), - Pescado Tongue (AZ, NM), - Rangely Tongue (CO, UT), - Rio Salado Tongue (NM), - Sanastee Sandstone Member (NM), - Satan Tongue (NM), - Semilla Sandstone Member (NM), - Smoky Hill Member (CO) - Tocito Sandstone Lentil (CO, NM), - Tununk Member (UT), - Whitewater Arroyo Tongue (NM), - Wildcat Canyon Sandstone Member (UT), - Wind Rock Tongue (AZ). |